# 芝根村
芝根村（しばねむら）は、群馬県の南部、佐波郡に属していた村。

## 地理
- 河川：利根川、烏川

## 歴史
- 1889年（明治22年）4月1日 町村制施行により、周辺9村（飯倉村、川井村、上茂木村、下茂木村、後箇村、箱石村、下之宮村、小泉村、沼ノ上村）が合併し那波郡芝根村が成立する。
- 1896年（明治29年）4月1日 郡統合（佐位郡と那波郡の統合）により佐波郡に属する。
- 1955年（昭和30年）4月20日 玉村町（旧自治体）と合併し玉村町となる。